# Đường lên đỉnh Olympia năm thứ 4
Đường lên đỉnh Olympia năm thứ 4, thường được gọi tắt là Olympia 4 hay O4 là năm thứ tư của cuộc thi Đường lên đỉnh Olympia dành cho học sinh trung học phổ thông do Đài Truyền hình Việt Nam tổ chức. Cuộc thi năm thứ tư được phát sóng trên kênh VTV3 từ ngày 14 tháng 7 năm 2002 và kết thúc với trận chung kết được truyền hình trực tiếp vào ngày 13 tháng 7 năm 2003.
Nhà vô địch của năm thứ tư là Võ Văn Dũng đến từ Trường Trung học phổ thông chuyên Lê Quý Đôn, Đà Nẵng.

## Luật chơi
Một chương trình gồm có bốn phần thi:

### Khởi động
Một bức tranh bị che lấp bởi 9 ô, mỗi ô là một câu hỏi. Mỗi người có 2 lần chọn một ô bất kỳ và có 10 giây để trả lời. Nếu đúng được 10 điểm, nếu sai 3 người còn lại có 5 giây để trả lời. Người chơi nào tìm được nội dung bức tranh được 40 điểm.

### Vượt chướng ngại vật
Mỗi người chơi có 8 câu hỏi với 4 đáp án cho trước. Người chơi có 20 giây để chạy lên bấm đèn và chọn câu trả lời. Điểm được tính cho 3 lần chạy: đúng lần 1: 30 điểm; lần 2: 20 điểm; lần 3: 10 điểm. Người chơi có thể chọn ngôi sao hy vọng để tăng gấp đôi số điểm.
Riêng trong trận chung kết, với sự xuất hiện của máy tính, thí sinh sẽ trả lời bằng máy tính một lần duy nhất trong mỗi câu. Trận chung kết năm thứ 4 là lần đầu tiên máy tính xuất hiện trong Đường lên đỉnh Olympia.

### Tăng tốc
6 câu hỏi với 3 dữ kiện được đưa ra trong 30 giây, cứ mỗi 10 giây có 1 dữ kiện mới. Người chơi trả lời được ở dữ kiện nào được điểm ở dữ kiện đó với các mức là 30, 20, 10.

### Về đích
Có ba đoạn băng với các câu hỏi thực nghiệm. Người chơi có 20 giây để suy nghĩ và bấm chuông trả lời. Mỗi câu đúng được 20 điểm. Người chơi có quyền chọn ngôi sao hy vọng để tăng gấp đôi số điểm, trả lời sai bị trừ 20 điểm.

## Chi tiết các trận đấu

### Trận 53: Chung kết năm
| Tên thí sinh     | Trường                                     | Khởi động | VCNV | Tăng tốc | Về đích | Tổng điểm |
| ---------------- | ------------------------------------------ | --------- | ---- | -------- | ------- | --------- |
| Võ Văn Dũng      | THPT Chuyên Lê Quý Đôn, Đà Nẵng            | 20        | 0    | 80       | 20      | 120       |
| Nguyễn Văn Quý   | THPT Ba Đình, Thanh Hoá                    | 0         | 0    | 0        | 40      | 40        |
| Trần Thu Phương  | THPT Chuyên Ngoại ngữ, ĐHQG Hà Nội, Hà Nội | 20        | 0    | 40       | 0       | 60        |
| Trương Quang Huy | THPT Chuyên Lê Hồng Phong, TP. Hồ Chí Minh | 0         | 0    | 0        | 60      | 60        |

- Dẫn chương trình tại các điểm cầu: Vũ Thanh Hường (điểm cầu Hà Nội), Đỗ Bạch Dương (điểm cầu TP.HCM), Hoa Thanh Tùng (điểm cầu Thanh Hóa), Võ Thuận Sơn (điểm cầu Đà Nẵng).

### Giao lưu 4 năm Đường lên đỉnh Olympia
Đây là chương trình giao lưu giữa các thí sinh từng tham gia 4 năm cuộc thi của Đường lên đỉnh Olympia. Chương trình được tổ chức ở công viên nước Hồ Tây, Hà Nội.